# Subway Surfers
Subway Surfers je popularna mobilna igra koju su razvili danski timovi Kiloo i SYBO Games. Igra je prvi put objavljena 24. svibnja 2012. godine i od tada je postala jedna od najpreuzimanijih igara na globalnoj razini, dostupna na platformama kao što su iOS, Android, Windows Phone i Kindle. Igra pripada žanru "beskonačnog trčanja" (engl. endless runner), u kojoj igrači upravljaju likovima dok trče kroz gradske ulice i metro stanice, izbjegavajući prepreke i pokušavajući pobjeći od inspektora i njegovog psa.